# Moisés Esmeralda
Moisés Esmeralda Pons (Villanueva y Geltrú, 30 de mayo de 1976) es un deportista español que compitió en atletismo adaptado. Ganó una medalla de plata en los Juegos Paralímpicos de Atlanta 1996 en la prueba de salto de longitud (clase F11).

## Palmarés internacional
| Juegos Paralímpicos | Juegos Paralímpicos      | Juegos Paralímpicos | Juegos Paralímpicos   |
| Año                 | Lugar                    | Medalla             | Prueba                |
| ------------------- | ------------------------ | ------------------- | --------------------- |
| 1996                | Atlanta (Estados Unidos) | Medalla de plata    | Salto de longitud F11 |